# Jerónima de la Fuente

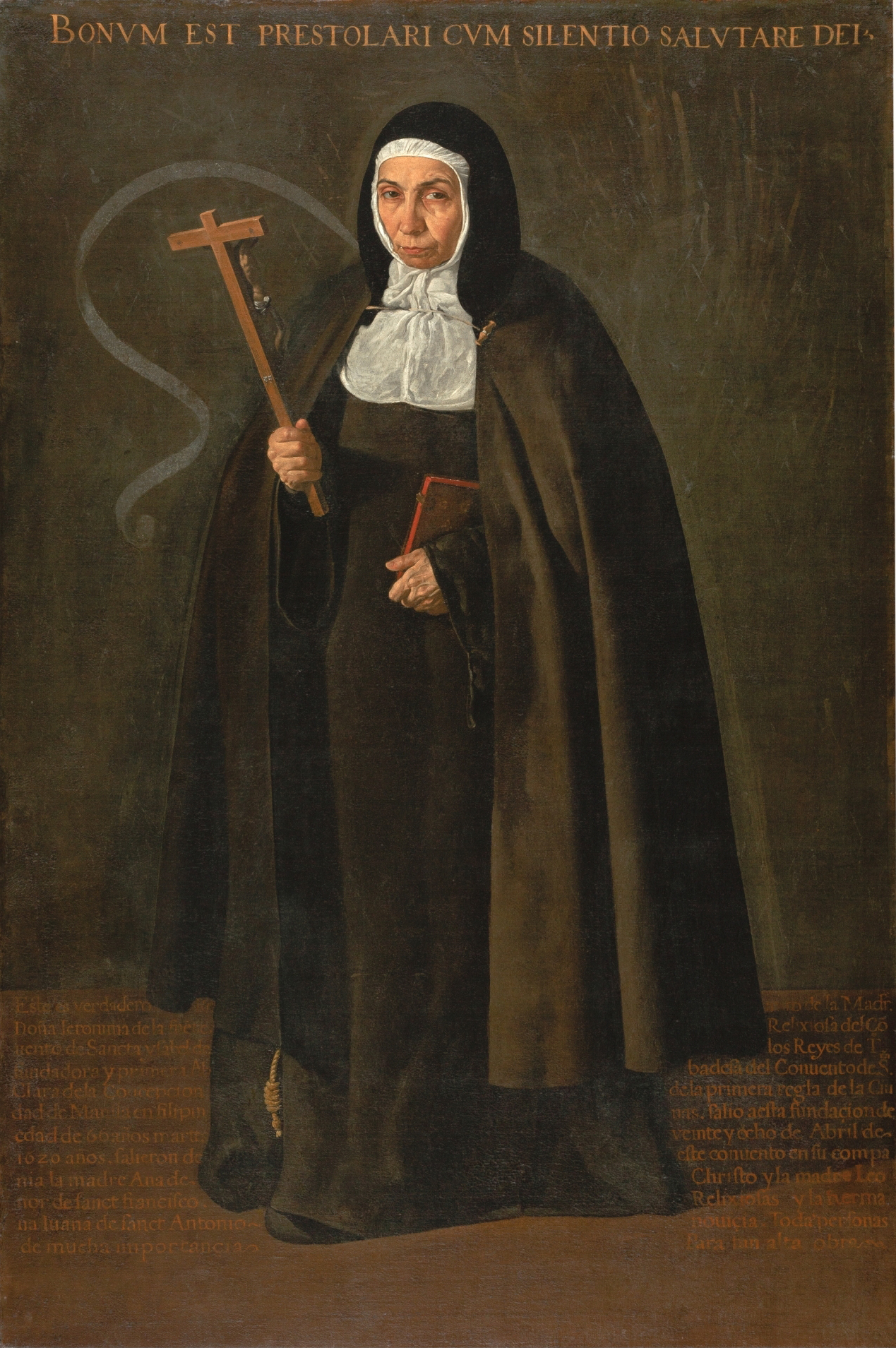
Sor Jerónima de la Fuente, sign. u. datiert Diego Velazquez 1620

Jeronima de la Fuente, Madre oder Sor, auch de la Asunción, (* 9. Mai 1554 oder 1555 in Toledo; † 22. Oktober 1630 in Manila) war eine spanische Franziskanerin und die Begründerin und erste Äbtissin des Klosters Santa Clara in Intramuros, Manila, Philippinen. Sie war die erste Frau, die auf den Philippinen in der Seelsorge tätig war. 1734 wurde sie seliggesprochen.

## Leben und Werk

### Jugend und Ordensleben
Mit 14 Jahren begegnete Jerónima der Heiligen Teresa von Ávila (1515–1582) in ihrer Heimatstadt Toledo; da sie sich vom Leben der heiligen Klara angezogen fühlte, trat sie am 15. August 1570 ins Franziskanerinnenkloster Santa Isabel de los Reyes de Toledo ein, in dem bereits zwei ihrer Tanten Nonnen waren. Dort wurde sie Novizenmeisterin. Aufgrund ihres Ansehens wurde sie sogar von Königin Margarete von Österreich aufgesucht, die sich als Förderin mehrerer Orden und Unterstützerin von Notleidenden selbst vom Ordensleben angezogen fühlte.
Auf seiner Besuchsreise in Spanien besuchte der Ordensprovinzial der Dominikaner, Fray Diego de Soria, vor seinem Amtsantritt als Bischof von Nuevo Segovia, Nicaragua, im Jahr 1599 seine Schwester, die ebenfalls im Kloster Santa Isabel la Real de Toledo Nonne war und überzeugte sie von der Notwendigkeit, in Asien eine Ordensniederlassung zu gründen. Als Jerónima von der Absicht des Ordens erfuhr, ein Frauenkloster in Manila auf den Philippinen zu gründen, ersuchte sie sofort um Reiseerlaubnis, musste aber noch elf Jahre lang um die Zustimmung der Behörden in Madrid und Manila kämpfen. Sie war jedoch fest entschlossen, das erste Frauenkloster in Asien zu gründen.

### Die Reise nach Manila
Im April 1620 brach sie im Alter von 66 Jahren – über 50 davon hatte sie nur im Kloster verbracht – zusammen mit sechs, später acht weiteren „Armen Klarissen“ – so lautete die andere Bezeichnung des weiblichen Zweigs des Bettelordens – von Toledo nach Sevilla auf.

#### Das Porträt von 1620
- Dort fertigte der damals noch kaum bekannte, spätere Hofmaler Diego Velázquez in der Zeit vom 1. bis zum 20. Juni 1620 das Porträt von ihr in zwei Fassungen an, das eine resolute ältere Frau zeigt, die mit der Rechten entschlossen das Kreuz umfasst, fast wie um im Notfall damit zuzuschlagen[5], in der Linken hält sie ein Buch, wohl ein Psalmen- oder Stundenbuch.[6] Die obere Umschrift lautet auf Lateinisch: BONUM EST PRESTOLARI CUM SILENTIO SALUTARE DEI „Es ist gut, das Heil Gottes schweigend zu erwarten“. Die unten auf Spanisch später verfasste Inschrift besagt: „Dies ist das genaue Porträt der Mutter Jerónima de la Fuente, Ordensfrau des Klosters Santa Isabel de los Reyes zu Toledo, Gründerin und erste Äbtissin des Klosters Santa Clara de la Concepción, des ersten Franziskanerordens von Manila auf den Philippinen. Sie war am Dienstag, den 28. April 1620 im Alter von 66 Jahren aufgebrochen, um diesen Orden zu gründen. Mutter Ana de Cristo und Mutter Leonor von San Francisco sowie die Novizin Juana von San Antonio verließen das Kloster in ihrer Gesellschaft. Sie zeichneten sich kraft der Erfüllung einer solch großen Aufgabe als hervorragende Persönlichkeiten aus.“[7]

#### Über Cádiz nach Mexiko
Von Sevilla aus ging es nach Cádiz, dem spanischen Ausgangshafen für sämtliche Amerikafahrten. Im September erreichte die Gruppe Mexiko-Stadt, wo sie sich ein halbes Jahr lang aufhielt; dort stießen zwei weitere Nonnen zu ihnen.

#### Von Acapulco mit der Manila-Galeone zu den Philippinen
Am Aschermittwoch des Jahres 1621 verließ die Gruppe Mexiko Richtung Acapulco und bestieg am 21.4. die San Andrés, eine so genannte Manila-Galeone, das jährlich einmal verkehrende spanische Handelsschiff, das Manila auf den Philippinen mit Acapulco in Mexiko verband und das von 1565 bis 1821 (mehr als 250 Jahre lang) die einzige regelmäßige Schiffsverbindung zwischen Asien und der Neuen Welt darstellte.
Bei den Marianen starb eine der Nonnen auf der Reise, die übrigen erreichten Intramuros, die spanische Innen- oder Altstadt Manilas, im August 1621. Die Reise von Toledo bis zum Ziel, über die die Nonnen ein Tagebuch führten, hatte ein Jahr, drei Monate und neun Tage gedauert.

### Klostergründung, Ordenstätigkeit
Auf den Philippinen entfaltete Jerónima an der Spitze des Klosters Santa Clara eine rege seelsorgerische Tätigkeit. Angesichts ihrer Überzeugungskraft fürchteten die lokalen Behörden, sie werde die Macht über die europäische weibliche Bevölkerung an sich reißen und zu viele junge Frauen dem Eheleben entziehen. Gegen die Anordnung, die Zahl der Neuaufnahmen zu begrenzen, appellierte sie an den König – und erhielt seine Zustimmung. Auch gegen eine Aufweichung der strengen Ordensregeln angesichts der tropischen Verhältnisse wehrte sie sich mit Erfolg. Sie war die einzige weibliche Prälatin der philippinischen Kolonialkirche.
Die Aufnahme von Einheimischen ins Kloster gestaltete sich schwierig, weil das Kloster in erster Linie für „fromme Frauen und Töchter von Konquistadoren, die sich nicht standesgemäß verheiraten können“, gedacht war. d. h. für Spanierinnen. Selbst eine einheimische Prinzessin musste, auch auf Druck der Behörden, zurückgewiesen werden, während Japanerinnen und Chinesinnen zugelassen werden konnten; Jerónima reagierte mit einem Aufnahmestopp für das eigentliche Kloster und Verlagerung auf einen Dritten Orden (Tertiarier), der nicht den gleichen strengen Regeln und der Abgeschlossenheit unterlag.
Es gelang den Nonnen erst nach ihrem Tod und unter allerhand Kautelen, die erste einheimische, „braune“ Nonne als Ordensmitglied aufzunehmen, Sor Martha de San Bernardo, die wegen ihrer weitgehenden Assimilation und ihrer edlen Abkunft allerdings als „Kastilianerin unter den Indios“ galt. Da die Vorbehalte der spanischen Gemeinde Manilas zu groß waren, musste Sor Martha ins portugiesische Macau ausweichen, wo man – noch zu Jerónimas Lebzeiten – die Gründung eines Filialklosters beschlossen hatte (Portugal war 1580–1640 mit Spanien in Personalunion verbunden). Die Ordensaufnahme von Sor Martha fand erst an Bord des Schiffes auf See statt; sie wurde die erste philippinische Nonne und Missionarin. Erst gegen Ende der spanischen Epoche wurden wieder einheimische Nonnen zugelassen. Mestizinnen, spanisch-einheimische Mischlinge wurden dagegen seit 1697 aufgenommen.
Das Kloster der „Armen Klarissen“ wurde – obwohl offiziell zur Armut verpflichtet – zum reichsten Frauenkonvent mit großem Landbesitz auf den Inseln; dass die Nonnen sich Sklavenkinder zur Bedienung hielten und sogar vererbten, war zur Zeit von Jerónima noch nicht üblich.

### Schriften, Tod
Außer ihrer Autobiographie verfasste Jerónima de la Fuente mehrere weitere Schriften und Gedichte.
Nach ihrem Tod wurden ihre Gebeine mehrfach umgebettet. Sie befinden sich heute in einem neuen Kloster in Quezon City. Der Seligsprechungsprozess, 1630 in Gang gesetzt, endete 1734 mit der Seligsprechung.

### Charakter
Jerónima inspirierte mit ihrem entschlossenen Charakter und ihrem beherzten Eingreifen in die Politik und religiösen Konflikte ihres Umfeldes zahlreiche Frauen. Ihr Grab wurde zeitweise zum vielbesuchten Wallfahrtsort.